# Mangua gunni
Mangua gunni är en spindelart som beskrevs av Forster 1990. Mangua gunni ingår i släktet Mangua och familjen Synotaxidae. Inga underarter finns listade i Catalogue of Life.